# ネップ
ネップ（露: НЭП、英: Nep）は、ロシア内戦直後にロシア・ソビエト共和国で導入された新経済政策（露: новая экономическая политика（novaya ekonomicheskaya politika）、英: New Economic Policy）を指す。戦時共産主義による国民の疲弊を救うために1921年3月21日に施行された。

## 経緯
食料税の導入と税納付後の残余農産物を市場で自由に売買してよいこと（市場原理の部分的導入）が特徴であり、「国家資本主義」とレーニンによって呼ばれた。そう呼ぶだけあって、ネップはトラストを量産した。ネップにおいて、ソビエト政府は戦時共産主義時代（1918年 - 1921年）に実施された産業の完全な国有化を部分的に撤回して混合経済に移行し、私人が中小規模の事業を営むことを認めたが、一方で大規模産業や銀行、外国貿易などは引き続き国の支配下に置かれた。保有する資産/資金の、処分権/使用権に対する制約は、国営企業から保有動機を奪ってご都合主義で運用させた。国営企業は資金の不足を銀行から借り入れた。信用計画は各トラストその他さまざまな利益集団の間に生まれる妥協の産物であったし、銀行は計画経済の不都合を埋めるように商業手形を割引に出した。
結果としてネップマンと呼ばれる私的商人・私的実業家の出現を許した。なお上述の食糧の市場売買を認可した政策により、人々は市場で食糧を購入する必要に迫られ、1921年4月から食糧の価格が急騰した。投機目的の食糧の売買もあり、食糧が全体に行き渡らず、食糧の偏在が促進された。
社会主義体制と矛盾したネップは攻撃された。ウラジーミル・レーニンの死後1928年に発表された第一次五ヶ年計画においてヨシフ・スターリンが否定的評価を下し、農業の主体はコルホーズに移行していく。その後は長らく顧みられることはなかったが、ペレストロイカ時代に入るとネップが再評価されることとなる。
ちなみに、生前のレーニンにとっても、ネップは内戦による疲弊を回復させるための一時的な政策と捉えていた節がある。その説を裏付ける様に、レーニンは1922年、レフ・カーメネフに「ネップがテロル（恐怖政治）に終止符を打つと考えるのは最大の過ちである。我々は必ずテロルに戻る。それも経済的テロルにだ」と書簡を送っている。